# Control de Nintendo 64
El Control de Nintendo 64 (también conocido como Nintendo 64 Controller; N° de modelo: NUS-005) es el control estándar para la consola Nintendo 64. Fabricado y lanzado por Nintendo el 23 de junio de 1996 en Japón, a finales de 1996 en Norteamérica y el 1 de marzo de 1997 en Europa. Es el sucesor del control de Super Nintendo y está diseñado en forma de "M" y cuenta con 11 botones, un "Control Stick" analógico y una cruceta D-Pad.

## Diseño
"La primera vez que [el diseñador principal de juegos de Nintendo, Shigeru Miyamoto] jugó con el controlador, debido a que trabaja la mayor parte del tiempo en Mario 64, habría visto a Super Mario 64 con él. No fue tanto que el controlador dictara Mario 64, era solo que ese era el juego en el que estaba trabajando. Mario era la forma de probarlo. Probablemente más al revés. El movimiento real de Mario provino del control de la N64, la forma en que mueves el joystick central".

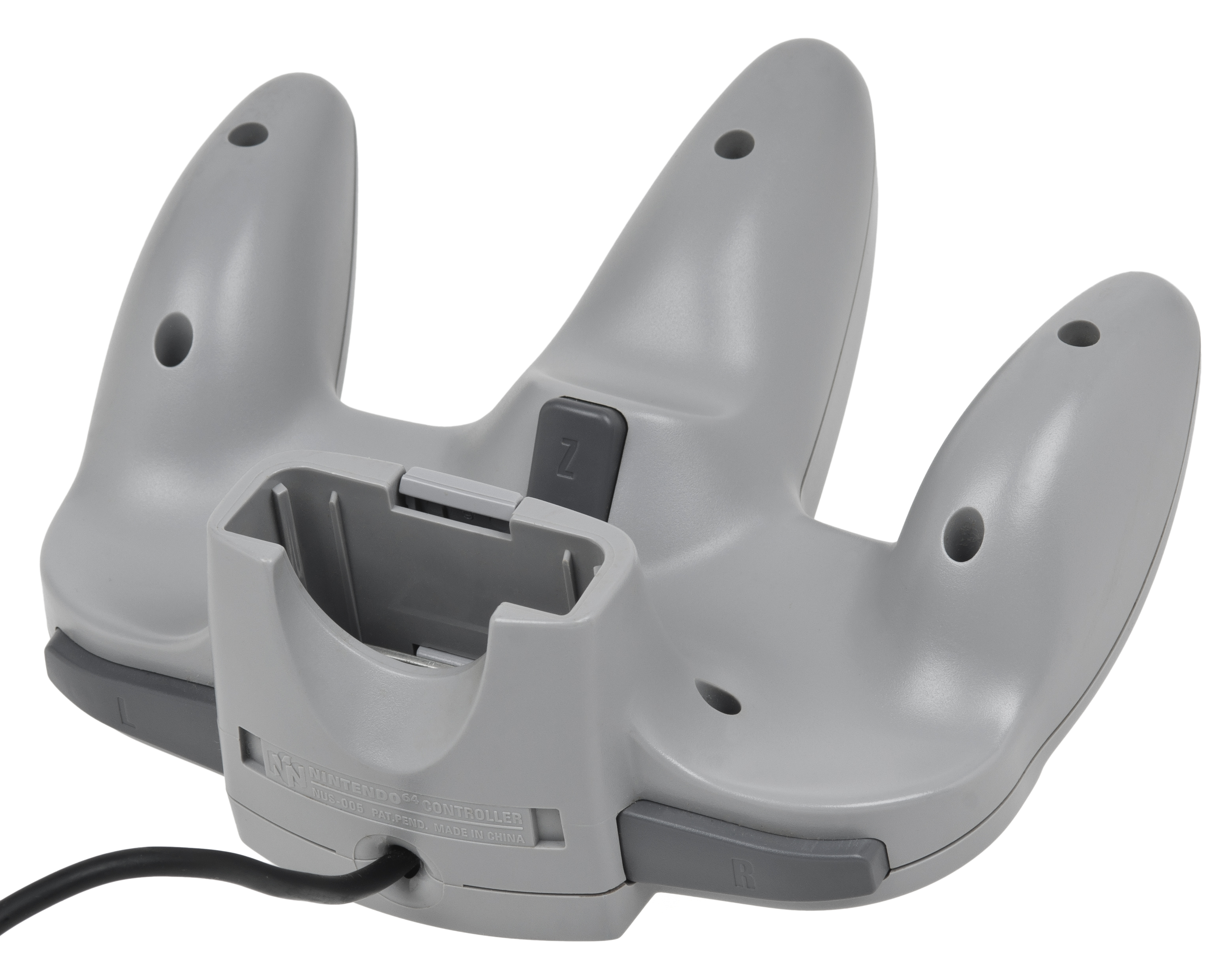
Parte trasera del control de Nintendo 64, mostrando los tres botones "L", "R" y "Z", y el puerto de expansión.

El control fue diseñado por Nintendo R&D3, quienes fueron dirigidos a probar nuevas ideas que romperían con el molde estándar de los controles de consolas. Con diseños visuales originales que se han simulado en forma de arcilla y se han realizado extensos estudios de grupos de prueba antes y durante la fase de diseño,: 12  el diseño del mando de Nintendo 64 finalmente se solidificó en conjunto con el de la mecánica de juego de Miyamoto en Super Mario 64.